# Telingana varipes
Telingana varipes är en insektsart som beskrevs av Walker 1859. Telingana varipes ingår i släktet Telingana och familjen hornstritar. Inga underarter finns listade i Catalogue of Life.